# Kim Gwong-hyong
Kim Gwong-hyong (* 1. März 1946) ist ein ehemaliger nordkoreanischer Ringer.

## Biografie
Kim Gwong-hyong gewann bei den Olympischen Sommerspielen 1972 in München im Fliegengewicht des Freistilringens Bronze.